# Trefärgad sumphöna
Trefärgad sumphöna (Rallina tricolor) är en fågel i familjen rallar inom ordningen tran- och rallfåglar.

## Utseende och läte
Trefärgad sumphöna är en relativt stor Rallina-rall med en kroppslängd på 25 cm och vingspannet 40 cm. På huvud, hals och bröst är den rödbrun, på strupen ljusare. Ovansidan är gråbrun, medan undersidan är gråbrun med ljus tvärbandning. Undersidan av vingen är svartvitbandad. Näbben är grön och benen gråbruna. Lätet består av upprepade klickande ljud och mjuka stön.

## Utbredning och systematik
Fågeln förekommer från Nya Guinea till Bismarcköarna, Små Sundaöarna och nordöstra Australien. Den behandlas som monotypisk, det vill säga att den inte delas in i några underarter.

## Levnadssätt
Trefärgade sumphönan hittas i tropisk regnskog och tät vegetation intill permanenta våtmarker. Födan består av groddjur, vattenlevande ryggradslösa djur, kräftdjur och mollusker. Fågeln häckar på eller nära marken. Den lägger tre till fem smutsvita ägg som ruvas i cirka 20 dagar. 

## Status
Arten har ett stort utbredningsområde och populationsutvecklingen är oklar. Den anses inte vara hotad, varför internationella naturvårdsunionen IUCN kategoriserar den som livskraftig.

## Namn
På svenska har arten även kallats rödnackad bandrall och trefärgad rall.